# Juniorvärldsmästerskapen i rodel 1982
Juniorvärldsmästerskapen i rodel 1982 arrangerades mellan den 23 och 24 januari 1982 i Lake Placid i USA. Det var den första upplagan av juniorvärldsmästerskapen i rodel. 
Rodelåkare från Italien, Japan, Kanada, Sovjetunionen, Sverige, USA, Västtyskland, Österrike och Östtyskland deltog i mästerskapet.

## Medaljörer
| Gren       | Guld                                      | Silver                                   | Brons                                   |
| Herrsingel | Hans-Joachim Schurack Östtyskland         | Torsten Görlitzer Östtyskland            | Franz Lechleitner Österrike             |
| Damsingel  | Jelena Buslajeva Sovjetunionen            | Christiane König Östtyskland             | Martina Kühmel Östtyskland              |
| Dubbel     | Östtyskland Jörg Hoffmann Jochen Pietzsch | Östtyskland Michael Schäder Frank Trebeß | Italien Siegfried Federer Norbert Huber |

## Medaljtabell
*   Värdland ( USA)
| Nr                  | Nation              | Guld | Silver | Brons | Totalt |
| ------------------- | ------------------- | ---- | ------ | ----- | ------ |
| 1                   | Östtyskland         | 2    | 3      | 1     | 6      |
| 2                   | Sovjetunionen       | 1    | 0      | 0     | 1      |
| 3                   | Italien             | 0    | 0      | 1     | 1      |
| 3                   | Österrike           | 0    | 0      | 1     | 1      |
| Totalt (4 nationer) | Totalt (4 nationer) | 3    | 3      | 3     | 9      |